# Sodipodi
Sodipodi – program do tworzenia grafiki wektorowej. Jest wolnym oprogramowaniem rozpowszechnianym na licencji GNU GPL. Nazwa programu odpowiada słowu „miszmasz” w języku estońskim. Głównym autorem Sodipodi jest Lauris Kaplinski i kilka innych osób które przyczyniły się do projektu. Aktualnie projekt nie jest rozwijany. Następcą Sodipodi jest Inkscape, który oddzielił się pod koniec 2003. Sodipodi jako macierzystego formatu zapisu plików używa SVG, lecz posiada też funkcję eksportowania do PNG. Potrafi wyświetlać grafikę, używając wygładzania, korzysta z kanału alfa dla uzyskania przezroczystości, obsługuje czcionki wektorowe.